# Музей Адама Мицкевича (Вильнюс)
Музе́й Ада́ма Мицке́вича (лит.  Adomo Mickevičiaus muziejus) в Вильнюсе — мемориальный музей польского поэта Адама Мицкевича, принадлежащий Вильнюсскому университету. Располагается в двухэтажном здании на улице Бернардину (Bernardinų g. 11), представляющем собой памятник архитектуры XVII—XVIII веков, типичный купеческий дом с галереями во дворе. Классицистское здание с ренессансными подвалами внесено в Регистр культурных ценностей Литовской Республики (код 10381) и охраняеется государством. Оно сохранилось со времён поэта с незначительными и немногоими изменениями. 
Цена билета — 2 евро; для школьников и студентов — 1 евро.

## История

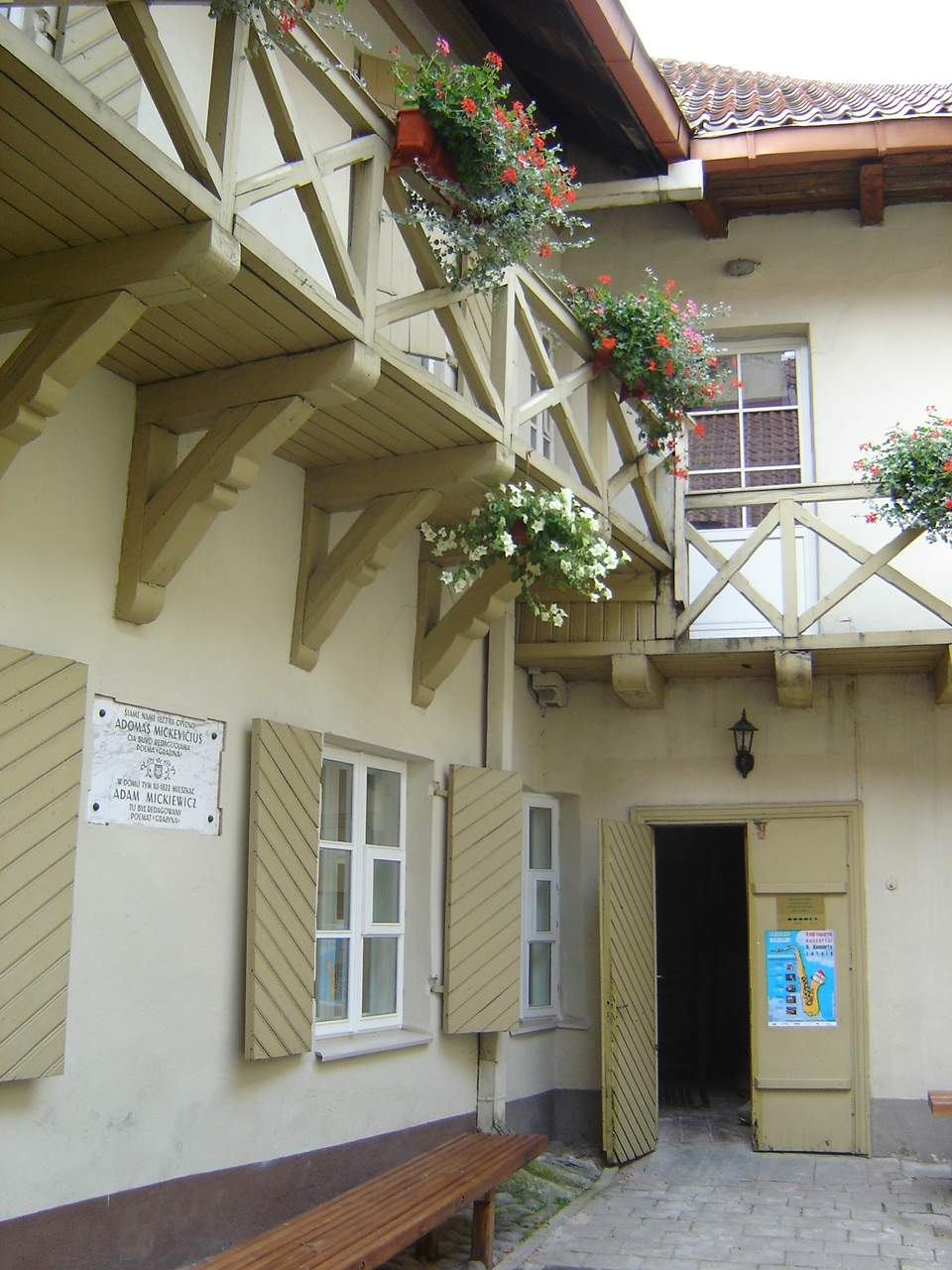
Двор музея Мицкевича

В начале XIX века здание принадлежало математику, профессору императорского Виленского университета Томашу Жицкому. На первом этаже слева в 1822 году жил Адам Мицкевич, вернувшись из Ковна. Поэт заканчивал здесь свою поэму «Гражина» «Grażyna», готовя её к изданию. В 1906 году для увековечивания этого факта виленское Общество друзей науки (Towarzystwo Przyjaciół Nauk) решило основать здесь музей поэта.
Этот замысел был реализован в 1911 году, когда член общества и одно время его секретарь Ян Обст, виленский журналист и издатель, купил этот дом. Обст его отремонтировал, а на первом этаже дома устроил музей Адама Мицкевича. На фронтоне здания Обст поместил таблицу на польском языке „Tu Adam Mickiewicz przpisywał «Grażynę»“ («Здесь Адам Мицкевич переписывал „Гражину“». По другим сведениям, таблицу Обст уже застал, когда переехал в Вильно из Санкт-Петербурга в 1911 году. Замысел Обста состоял в том, чтобы собрать коллекцию вещей и гравюр, описанных в поэме Мицкевича «Пан Тадеуш». Его коллекция насчитывала около 400 экспонатов, из них сотня — только изображения поэта. 

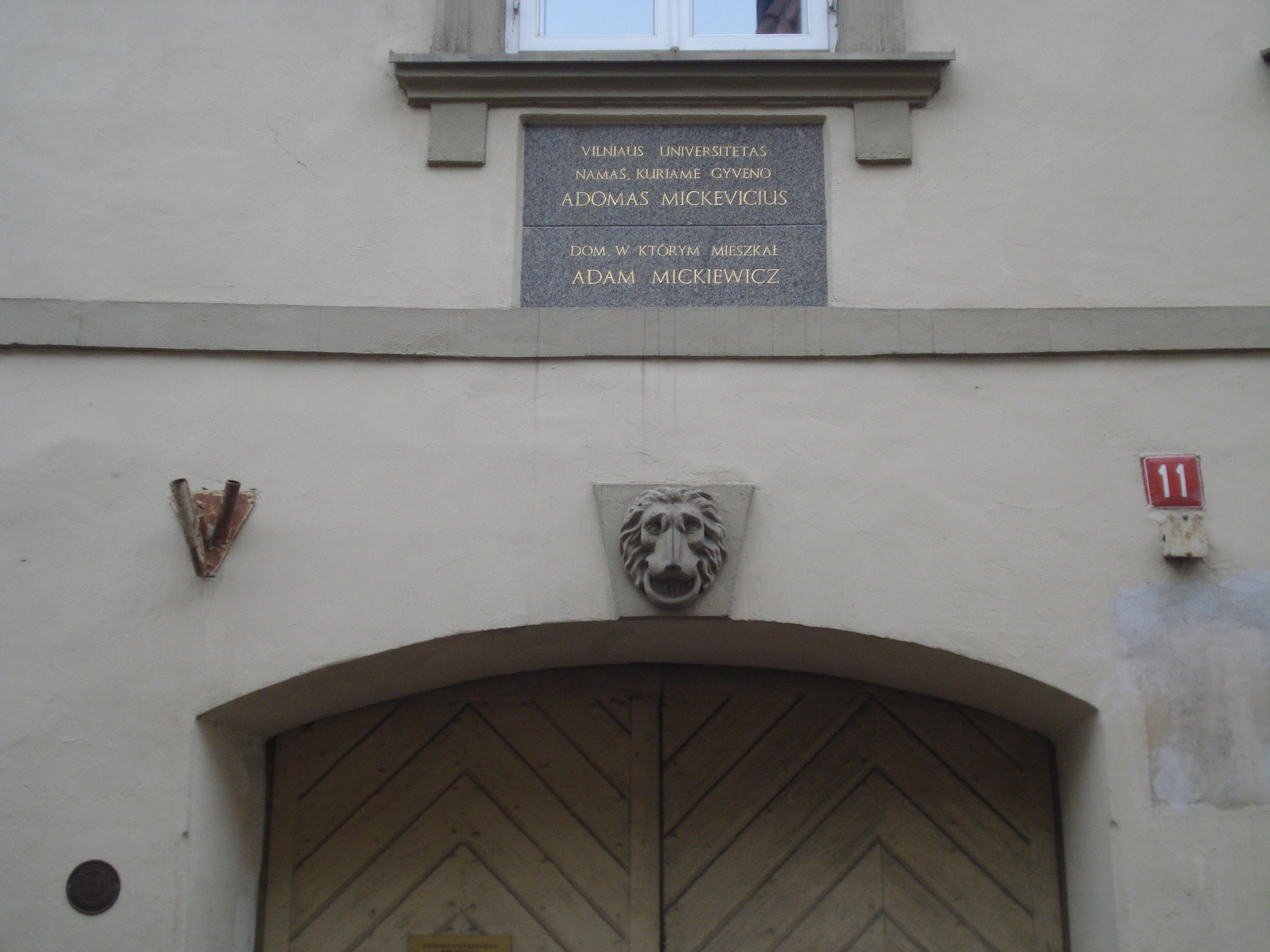
Надпись над воротами дома

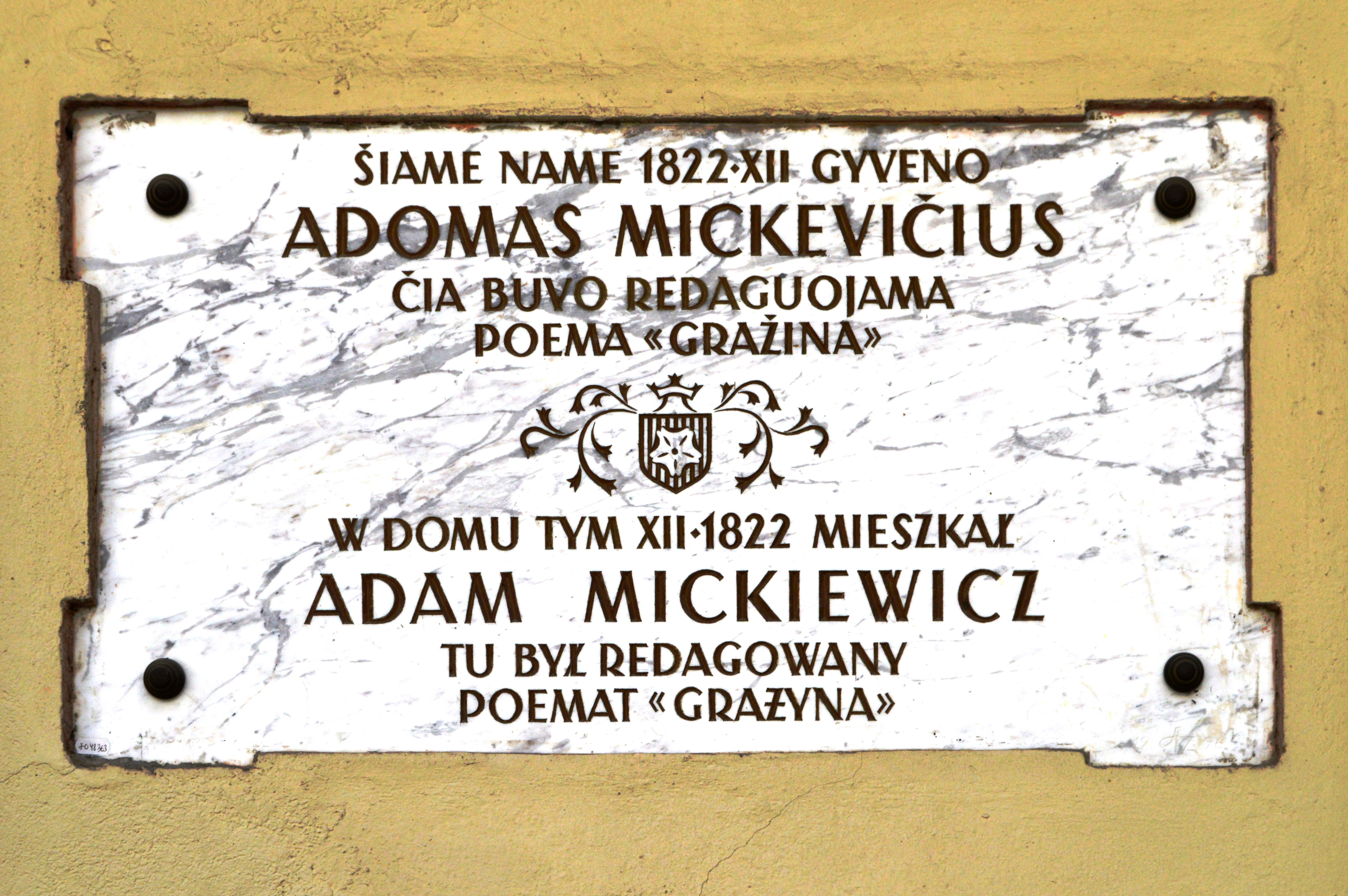
Надпись во дворе

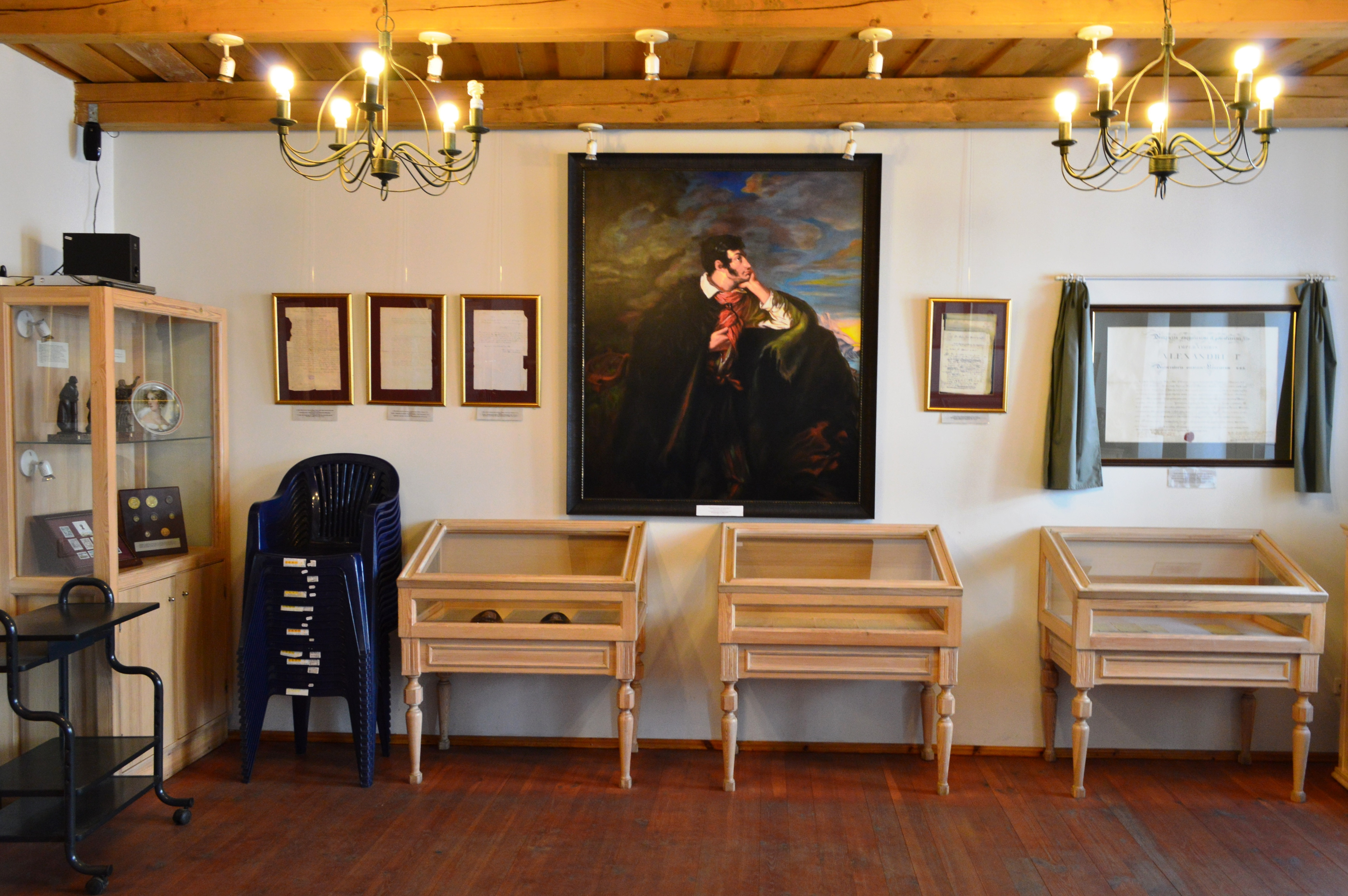
Экспозиционный зал

Ныне надпись мемориальной таблицы во дворе на литовском и польском языках. Над воротами, ведущими во двор дома, в 1919 году была прикреплена таблица с надписью на польском языке „Tu mieszkał Mickiewicz 1822“ («Здесь жил Адам Мицкевич <в> 1922»). В советское время над воротами была установлена мемориальная таблица с лаконичной надписью на литовском и русском языках. В 1996 году на том же месте прикреплена таблица на литовском и польском языках „Vilniaus universitetas. Namas, kuriame gyveno Adomas Mickevičius. Dom, w którym mieszkał Adam Mickiewicz“ («Вильнюсский университет. Дом, в котором жил Адам Мицкевич»).
Дом Обст в конце 1930-х годов передал кафедре классической филологии Университета Стефана Батория). Музей действовал до Второй мировой войны. Во время оккупаций Вильнюса музей был разграблен.

После Второй мировой войны здесь были расположены аудитории Вильнюсского государственного университета, кафедра классической филологии, а ряд помещений был выделен под жильё преподавателей. В 1955 году, в связи со столетием со дня смерти Адама Мицкевича, мемориальный музей-квартира поэта была восстановлена. Реставрация опиралась на иллюстрацию «Комната в Вильно, где была написана Гражина», в альбоме Владислава Бэлзы „Album pamiątkowe Adama Mickiewicza“ (Львов, 1889).
Музей был передан в ведение Библиотеки Вильнюсского университета и входит по сей день в её структуру. В 1979 году, в связи с широко отмечавшимся 400-летним юбилеем университета, музей был ещё раз основательно обновлён; в 1983 году сложилась в основном его нынешняя экспозиция.
После ремонтных работ в заброшенном готическом подвале под бывшей квартирой поэта в 1997—1998 годах стараниями директора музея Римантаса Шалны и при финансовом содействии посла Польши в Литве Эуфемии Тейхман был открыт Зал филоматов, в котором проводятся конференции, семинары, презентации книг.

## Экспозиция
В трёх комнатах музея можно осмотреть столик и стул, принадлежавшие поэту в Ковно, и кресло, и привезённые из Парижа, книгу регистрации студентов университета 1815 года и несколько других экспонатов, которых насчитывается свыше 200: письма филоматов Мицкевичу, документы, первые прижизненные издания поэта, скульптуры, портреты, медали и другие предметы, связанные с личностью и творчеством поэта. Столик и стул подарил музею в 1907 году Яворовский; гостивший в Вильно в 1929 году внук поэта Людвик Горецкий подарил музею кресло.